# تشارلز بيكمان
تشارلز بيكمان (بالإنجليزية: Charles Beckman)‏ مواليد 1 مارس 1965 في لويفيل، هو لاعب كرة مضرب أمريكي سابق بدأ مسيرته كمحترف سنة 1987 وكان يلعب باليد اليمنى. أعلى تصنيف له في الفردي كان المركز الـ 355 في سنة 1988. أعلى تصنيف له في الزوجي كان المركز الـ 48 في سنة 1990.

## النهائيات

### الزوجي: (4)
| الرقم | السنة | الدورة                                      | الأرضية | الشريك            | المنافس في النهائي          | النتيجة في النهائي |
| ----- | ----- | ------------------------------------------- | ------- | ----------------- | --------------------------- | ------------------ |
| 1.    | 1988  | فيينا، النمسا                               | سجاد    | مارك باشام        | توماس موستر مايكل أوبرليتنر | 6–3, 3–6, 6–3      |
| 2.    | 1989  | رالي (كارولاينا الشمالية)، الولايات المتحدة | ترابية  | لوك ينسن          | بول هارهويس دينيس لانجاسكنز | 7–5, 6–4           |
| 3.    | 1989  | ريو دي جانيرو، البرازيل                     | صلبة    | شلبي كانون        | داسو سيمبوس لويس ماتار      | 6–3, 6–2           |
| 4.    | 1989  | برازيليا، البرازيل                          | صلبة    | جان فيليب فلوريان | خافيير فرانا غوستافو لوزا   | 4–6, 6–3, 6–0      |

## روابط خارجية
- تشارلز بيكمان على موقع رابطة محترفي التنس (الإنجليزية)
- تشارلز بيكمان على موقع الاتحاد الدولي لكرة المضرب (الإنجليزية)
- تشارلز بيكمان على موقع خلاصة التنس.كوم (الإنجليزية)